# 대로사비
대로사비(大老祠碑)는 경기도 여주시 하동에 있는, 우암 송시열(1607∼1689) 선생의 제사를 모시는 대로사(大老獅)의 내력을 적은 조선시대의 비석이다. 1979년 9월 3일 경기도의 유형문화재 제84호로 지정되었다.

## 개요
조선 후기의 대유학자인 우암 송시열(1607∼1689) 선생의 제사를 모시는 대로사(大老獅)의 내력을 적은 비로, ‘대로’선생에 대한 존칭이다.
송시열 선생은 인조 11년(1633) 사마시에 합격하여 경릉참봉을 지냈으며, 봉림대군(후의 효종)의 스승이기도 했다. 선생은 이곳 여주에 머무를 때마다 효종의 능을 바라보고 통곡하며, 후배들에게 북벌의 대의를 주장했었다 한다. 정조가 영릉을 행차하다가 이 말을 전해 듣고 김양행에게 대로사를 짓도록 명하였다. 이는 노론과의 관계가 좋지 못했던 정조가 노론이 받드는 송시열을 높여줌으로써 노론의 불만을 달래려 한 정치적 의도를 말해준다. 대로사는 흥선대원군의 서원철폐령이 내려졌을 때에도 강한사(江漢祠)로 이름만 바뀐 채 화를 면하였다.
비는 네모난 받침 위에 비몸을 세우고 지붕돌을 얹은 모습이다. 앞면에 비의 명칭을 새기고, 나머지 면에는 비문을 새겼다. 정조 11년(1787)에 세운 비로, 정조가 친히 글을 짓고 글씨를 썼다.

## 사진

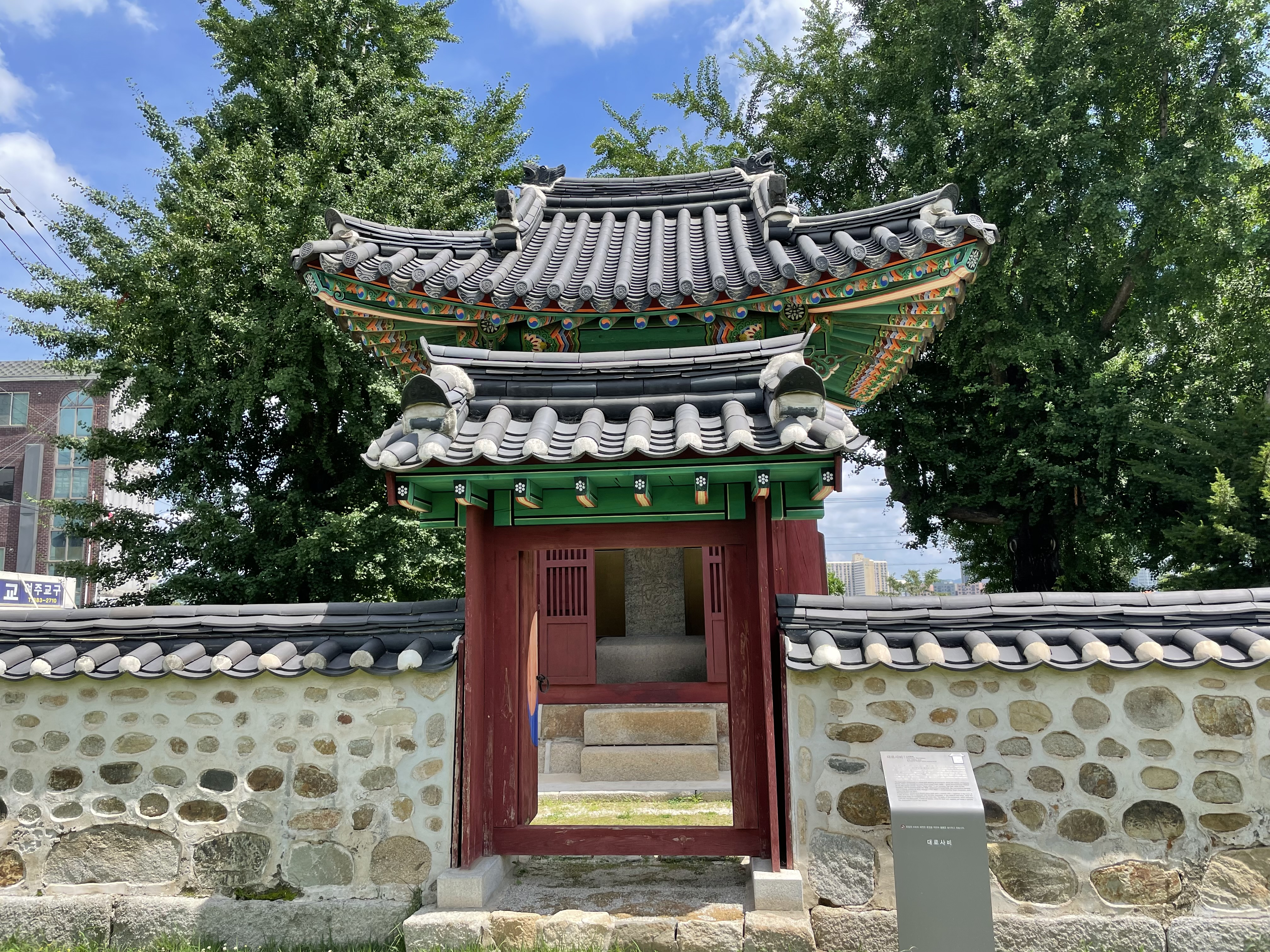
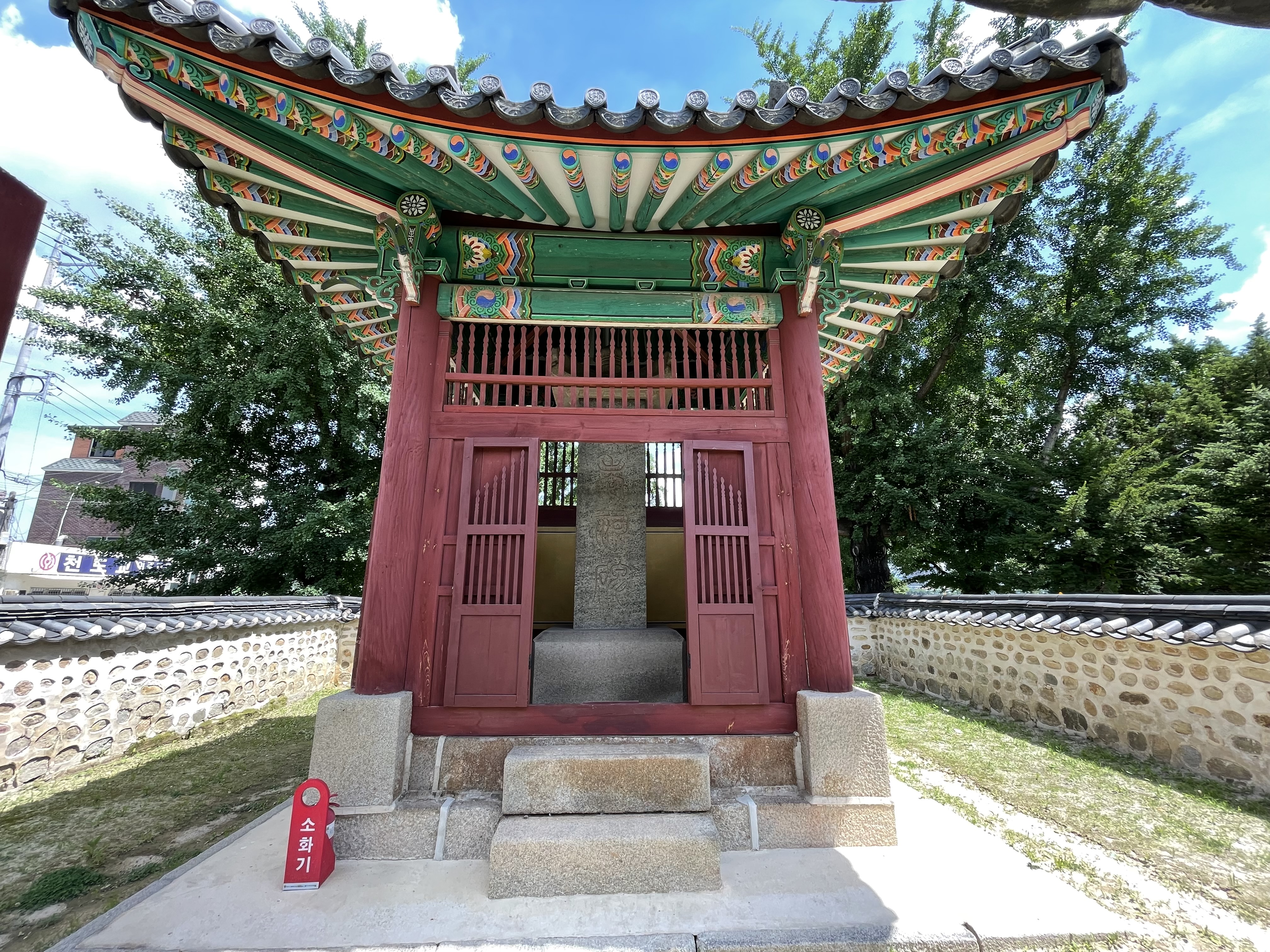
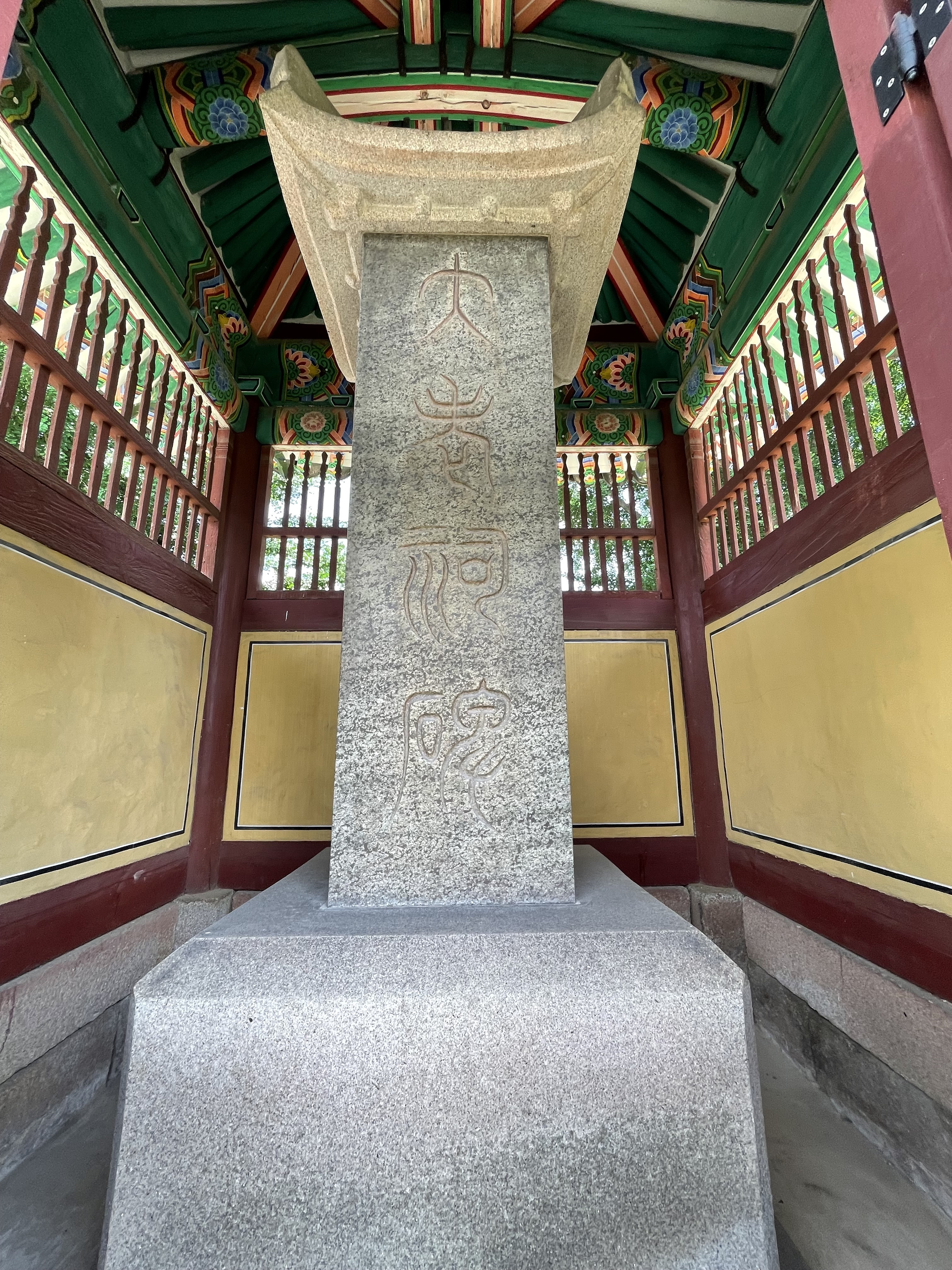

## 참고 문헌
- 대로사비 - 국가유산청 국가유산포털